# Axé Ilê Obá
O Axé Ilê Obá é um terreiro de candomblé, fundado no dia 30 de setembro de 1950, inicialmente com o nome de Congregação Espírita Beneficente "Pai Jerônimo", por Caio Egydio de Souza Aranha, também conhecido como Pai Caio de Xangô. Desde o ano de 1975, a sede está localizada no distrito do Jabaquara, zona sul da cidade de São Paulo. Atualmente é a Mãe Paula de Iansã, terceira na linha sucessória, que comanda a casa.
Este é um dos maiores terreiros de candomblé do estado de São Paulo, tendo sido construído em uma área de 4000m². O espaço tornou-se referência pela tradição e manutenção do culto e das tradições religiosas de origem negra, assim como pela preservação da cultura brasileira. Atraí visitantes e praticantes da religião de todo o país.
O terreiro é um patrimônio histórico cultural tombado pelo Conselho de Defesa do Patrimônio Histórico, Artístico, Arquitetônico e Turístico (CONDEPHAAT) de São Paulo. O tombamento ocorreu em 14 de agosto de 1990, na gestão da Mãe Sylvia de Oxalá, sendo o primeiro da categoria reconhecido no estado de São Paulo e o segundo no Brasil, precedido apenas pelo terreiro da Casa Branca do Engenho Velho na Bahia.

## História

### Antecedentes
O Axé Ilê Obá abriu as portas no bairro do Jabaquara em 12 de fevereiro de 1975. Porém, sua história começou a ser traçada anos antes, em 22 de julho de 1950, quando Caio Egydio de Souza Aranha, o Pai Caio de Xangô, fundou a Congregação Espírita Beneficente "Pai Jerônimo". No início, atuava como terreiro de umbanda e funcionava na parte superior de um pequeno sobrado entre as ruas Caetano Pinto e Carneiro Leão, no bairro do Brás. Neste se manteve até 1958, quando Pai Caio, com problemas de saúde, viu-se obrigado a fechar o centro por um período.

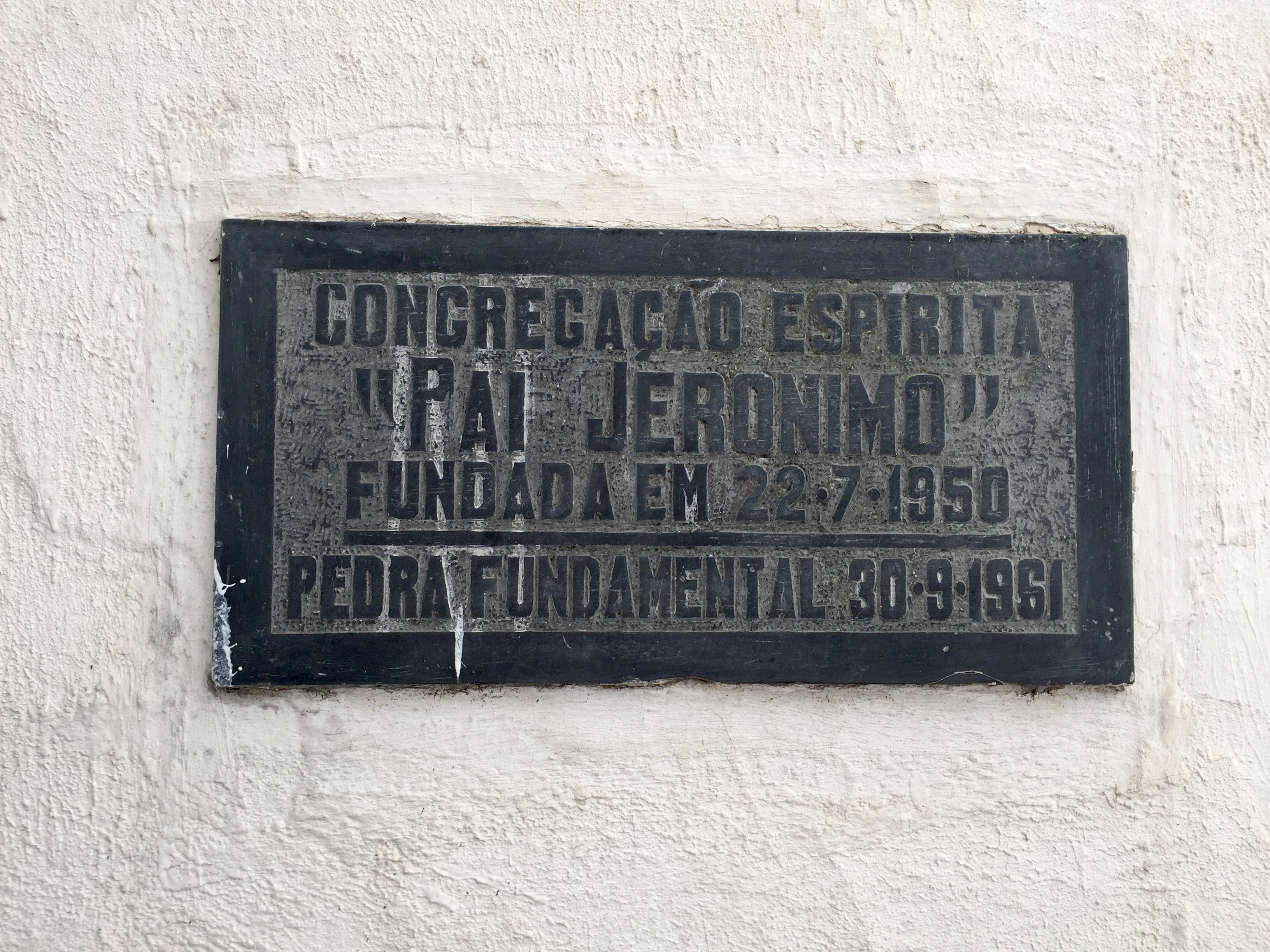
Placa da fundação da Congregação Espírita Beneficente "Pai Jerônimo"

Em 1960, com Pai Caio já recuperado, a casa reabriu no bairro Jabaquara, na Rua Mucuri. Os motivos para a mudança da sede até hoje não são muito claros, mas especula-se que os principais tenham sido: a necessidade de um espaço mais próximo à natureza (já que os cultos necessitam dela), uma casa maior para as atividades em virtude do crescimento no número de membros, a especulação imobiliária crescente no bairro do Brás e os problemas que a casa teve com a polícia. Sendo assim, ocorreu a mudança para o Jabaquara, um bairro mais afastado do centro urbano na época, com vasta área verde e com uma população negra maior.
Foi neste momento que a congregação começou a se definir como terreiro de candomblé, sendo orientada neste percurso por Maximiana Maria da Conceição, a Tia Massi, da Casa Branca do Engenho Velho, Mãe Jilú e Mãe Menininha do Gantois, todas de  Salvador, na Bahia, para onde Pai Caio havia feito várias viagens na década de 1950.
Em 1965, com recursos próprios e com a ajuda dos filhos de santo, que faziam parte da comunidade do terreiro, Pai Caio de Xangô adquiriu o terreno de 4000m², na Rua Azor Silva, 77, também no bairro do Jabaquara, porém, mais próximo à Mata do Estado, o que era fundamental para os rituais do candomblé. Ainda naquele ano, iniciou-se a construção da atual sede, bem maior que a anterior e que recebeu o nome de "Palácio de Xangô". Ao redor do barracão, foram construídas várias casas para abrigar os assentamentos dos Orixás. Então, somente em 12 de fevereiro de 1975, Pai Caio transferiu as atividades para a nova sede na Rua Azor Silva, fundando oficialmente o Axé Ilê Obá, que por meio da imprensa da época passou a ganhar grande notoriedade, sendo visitada por artistas e especialistas que desejavam, além de participar das celebrações dos Orixás, receber os ensinamentos de Pai Caio de Xangô.

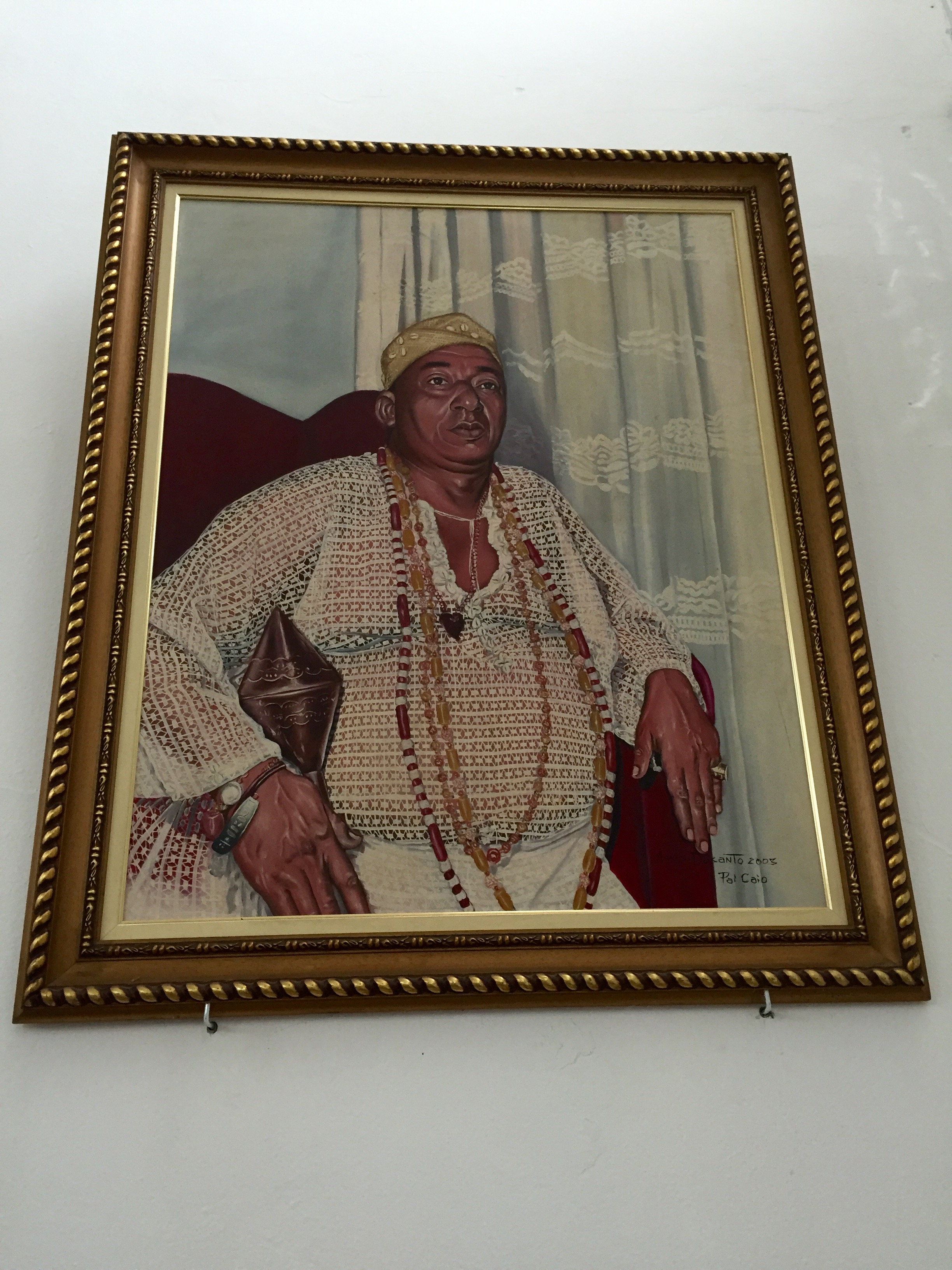
Retrato de Pai Caio de Xangô, no barracão do Axé Ilê Obá, por Agnes Dusanto (2003)

### A linha sucessória

#### Pai Caio de Xangô (1975 - 1984)
O Axé Ilê Obá foi fundado oficialmente no dia 12 de fevereiro de 1975 pelo babalorixá Pai Caio de Xangô, que ficou no comando do terreiro até o dia de sua morte em 15 de fevereiro de 1984. Dois anos antes disso, sua sobrinha, Sylvia de Oxalá, começara a participar com frequência das atividades da casa, sendo preparada, sem saber disso, para a sucessão.
Quando Pai Caio faleceu houve um processo polêmico para decidir o destino do Axé Ilê Obá, já que não havia herdeiros legais e a família do fundador não demonstrava interesse na continuidade das atividades.

#### Mãe Sylvia de Oxalá (1986 - 2014)
Sobrinha do Pai Caio de Xangô, Sylvia Egydio era a parente mais próxima e já convivia no Axé Ilê Obá há 3 anos e, então, sob a determinação da Ialorixá Mãe Menininha do Gantois, em 1985, foi indicada pelos orixás para ser a nova Ialorixá do terreiro, a responsável por prosseguir com as atividades antes praticadas por seu tio. Ela foi preparada pelo próprio Pai Caio de Xangô, sem o conhecimento da preparação, tendo início após um ano de intermitência realizada pelo terreiro, necessária após a morte de um pai de santo.

A Mãe Sylvia tinha formação acadêmica multidisciplinar, tinha diplomas em: enfermagem, administração, relações internacionais, empresária de sucesso, mas foi preparada e destinada a ser Ialorixá do Axé Ilê Obá.

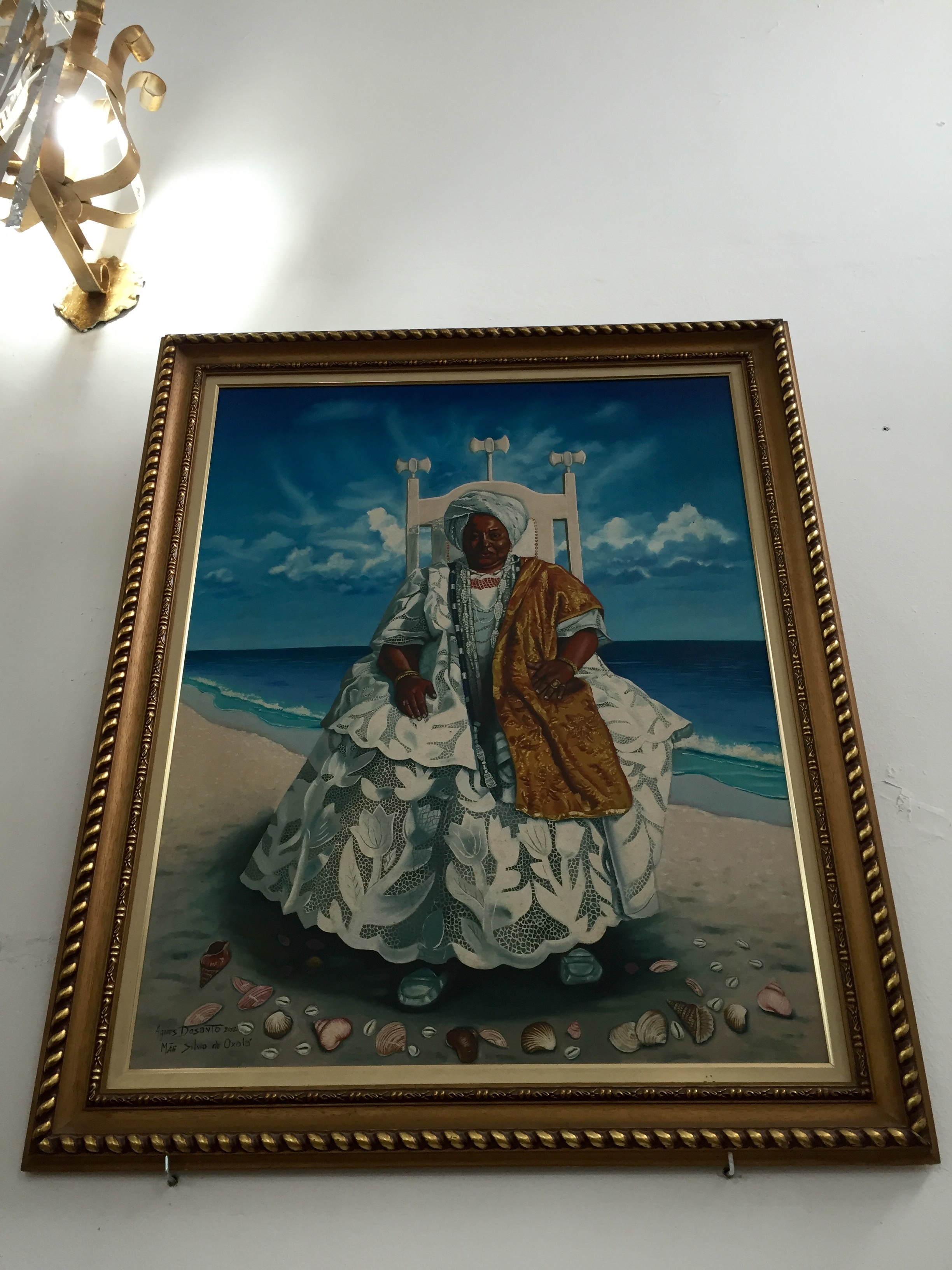
Retrato de Sylvia de Oxalá, no barracão do Axé Ilê Obá, por Agnes Dusanto (2002)

Em 12 de fevereiro de 1986, no aniversário de 11 anos da fundação do Axé Ilê Obá, a Mãe Sylvia de Oxalá foi empossada. Da cerimônia participaram Pai Pérsio de Xangô, Pai Gitadê e Pai Air de Oxaguiã, que era babalorixá do Terreiro Pilão de Prata, em Salvador, na Bahia e foi o responsável por conduzir Sylvia até seu novo cargo.
A ialorixá Sylvia de Oxalá foi uma importante liderança religiosa, cultural e política e conquistou diversos prêmios nacionais e internacionais. Sempre foi atuante junto à comunidade, participando de palestras, conferências e congressos. Era ativista do tratado de Durban, compromissada em "prevenir, combater e erradicar o preconceito, a discriminação racial, a xenofobia e a intolerância". Idealizou e fundou o "Acervo da Memória e do Viver Brasileiro Caio Egydio de Souza Aranha", espaço para preservar e divulgar a cultura afro-brasileira.
Entre tantos feitos, também conseguiu o de proteger seu terreiro de candomblé com o tombamento pelo CONDEPHAAT, em 1990, para colocar o Axé Ilê Obá como patrimônio cultural e educacional da cidade e do país. A ideia surgiu poucos anos após tomar posse, quando o terreno quase foi vendido e demolido para a construção de um mercado. Para que isso não acontecesse, Mãe Sylvia ofereceu sua própria casa em troca. Durante 32 anos teve dedicação completa de suas atividades ao Axé Ilê Obá e sempre pronta a resgatar as tradições da raça negra e fortalecer os territórios negros de forma a romper com todo tipo de preconceito e intolerância, fazendo com que a comunidade crescesse gradativamente, e ficou no cargo até 8 de agosto de 2014, quando faleceu.

#### Mãe Paula de Iansã (2015 - atual)
Após a morte de Sylvia, o terreiro ficou fechado por um ano. A escolhida para a sucessão foi Paula de Iansã, filha de Sylvia, nascida e criada dentro do Axé. Sua posse aconteceu no dia 29 de agosto de 2015, com a presença de mais de 700 pessoas, entre elas autoridades do Ministério da Cultura e da subprefeitura do Jabaquara. Ela foi conduzida ao cargo por Tata Jalabô, da Casa de Cultura Lode Apará, de Santa Luzia, Minas Gerais. Mãe Paula foi iniciada em 1989 por Mãe Sylvia de Oxalá tendo como madrinha de feitura a Agbalagba Jaci de Oxum, que por sua vez foi iniciada por Pai Caio de Xangô. Em agosto de 2025, Mãe Paula completa 10 anos de posse e até 2018 pode contar com a sabedoria da Iamorô Maria de Nanã, presente desde os tempos de Pai Caio, e que teve uma caminhada ao lado de Mãe Sylvia de Oxalá. Sob seu comando o Axé Ilê Obá segue realizando projetos significativos tanto no segmento religioso como cultural e acadêmico, a exemplo da Exposição Negra Arte Sacra que reuniu dezenas de artistas e obras no interior do terreiro e fez parte das celebrações entorno do centenário de Pai Caio, dos 75 anos de Axé Ilê Obá, 35 anos de Tombamento pelo CONDEPHAT e 10 anos de posse da Yalorixá. Na missão de preservar as tradições e liturgias do Candomblé do Axé Ilê Obá, além da Agbá Jaci de Oxum, Mãe Paula conta com seu Babá Kekerê Felippe de Logun Edé, a Iyá Otun Rosana de Ogun e Iyá Ajibonã Regina de Xangô. A filha de Mãe Paula, Beatriz de Oxum é a quarta geração do Axé, sendo sua sucessora e iniciada em 2023, tendo como padrinho de iniciação o Babá Kekerê Felippe de Logun Edé e recebendo o cargo de Iyalodê. 

### O nome
Axé Ilê Obá significa "A Força da Casa do Rei", em iorubá. No início, a grafia correta era "Aché Ilê Obá", mas com o passar dos anos, a comunidade optou por modificar para "Axé". O nome foi escolhido por Caio Egydio de Souza Aranha, o Pai Caio de Xangô, quando ele decidiu que seguiria adiante com a ideia de definir seu terreiro seguindo os conceitos do candomblé. Isso ocorreu após as viagens que fez a Salvador, nas quais foi aconselhado por Maximiana Maria da Conceição, a Tia Massi, da Casa Branca do Engenho Velho, ekedi Mãe Jilú e Mãe Menininha do Gantois, que o orientaram na escolha.

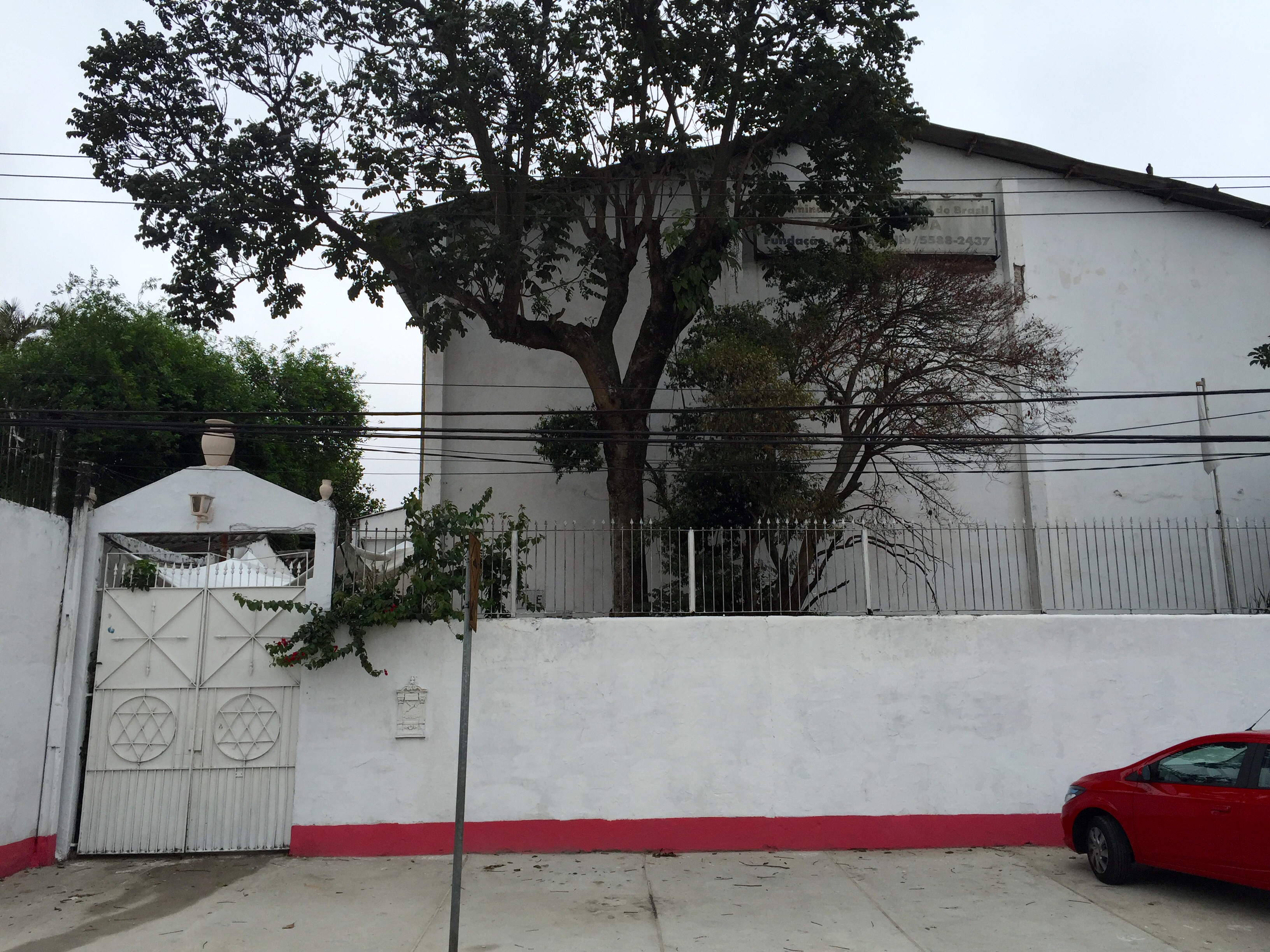
Fachada do Axé Ilê Obá, na Rua Azor Silva, 77, Jabaquara, São Paulo (SP)

## Características arquitetônicas
O prédio foi construído em uma área de 4000 m² e inspirado nos modelos das casas de santo tradicionais da Bahia das décadas de 1950 e 1960. Por esse motivo, sua fachada é totalmente pintada da cor branca. A principal edificação no terreiro é um amplo barracão, de 1200 m², com paredes brancas, recheadas de quadros de orixás e que se contrapõem ao piso de azulejos vermelhos. O barracão é o local onde acontecem os cultos e, por isso, nele se encontram vários elementos simbólicos e decorativos, como máscaras africanas, machados, punhais cruzados e esculturas de orixás.

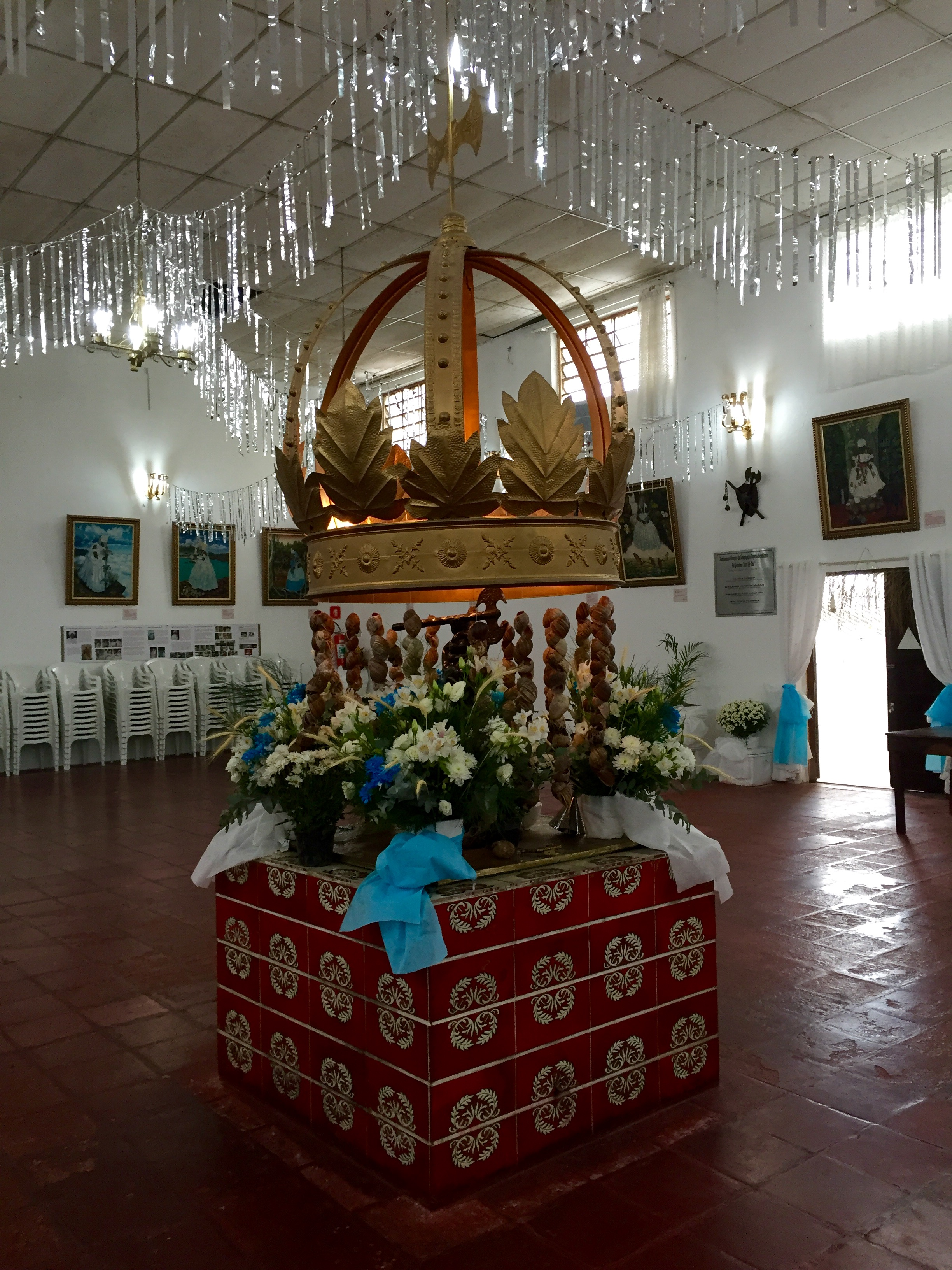
Coroa no centro do barracão, na sede do Axé Ilê obá

No centro do barracão ergue-se uma majestosa coroa, pesando 75 quilos. Enorme e dourada, fica suspensa e envolta por flores e uma vela. Em seu centro, há uma pequena escultura de Xangô, o orixá da justiça. A coroa é um dos principais símbolos do Axé Ilê Obá, pois é onde se concentram os fundamentos da casa, além de ser uma representação, na arquitetura, do culto aos ancestrais. Por isso, a escolha pela imagem de Xangô.

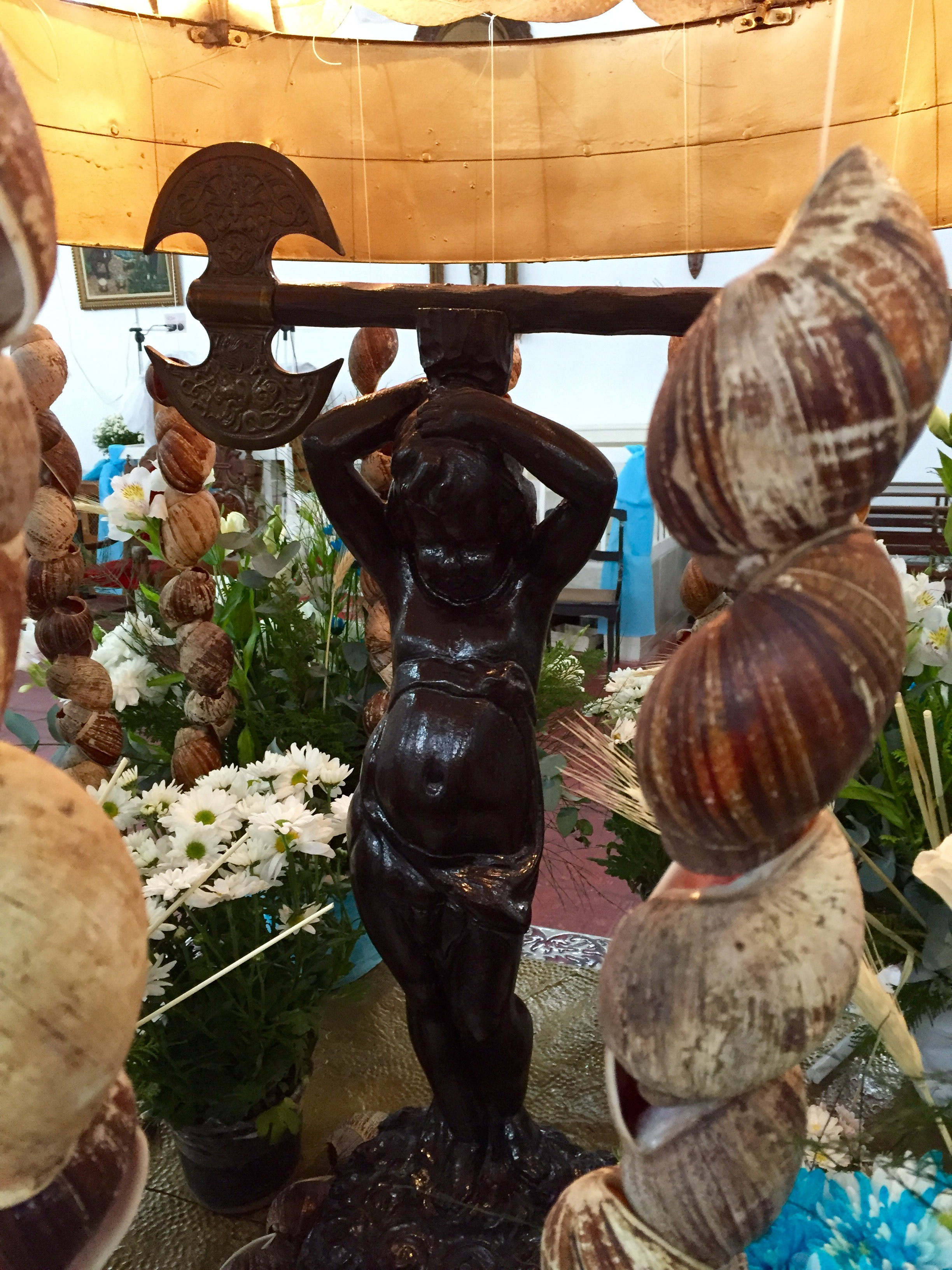
Imagem de Xangô, dentro da coroa, no barracão do Axé Ilê obá

Ao fundo do barracão, três tronos formam a paisagem. Cada um deles é destinado a um sucessor do Axé Ilê Obá. Os tronos de Pai Caio de Xangô e Mãe Sylvia de Oxalá são intocáveis e, acima deles, há quadros representando as imagens dos respectivos ancestrais. Já o trono de Mãe Paula de Iansã fica ao centro e, acima dele, há um crucifixo, que está presente no terreiro desde os tempos em que se chamava "Congregação Espírita Beneficente Pai Jerônimo". Tal símbolo servia como uma forma de diminuir a censura e a intolerância com a umbanda, nas décadas de 1950 e 1960.

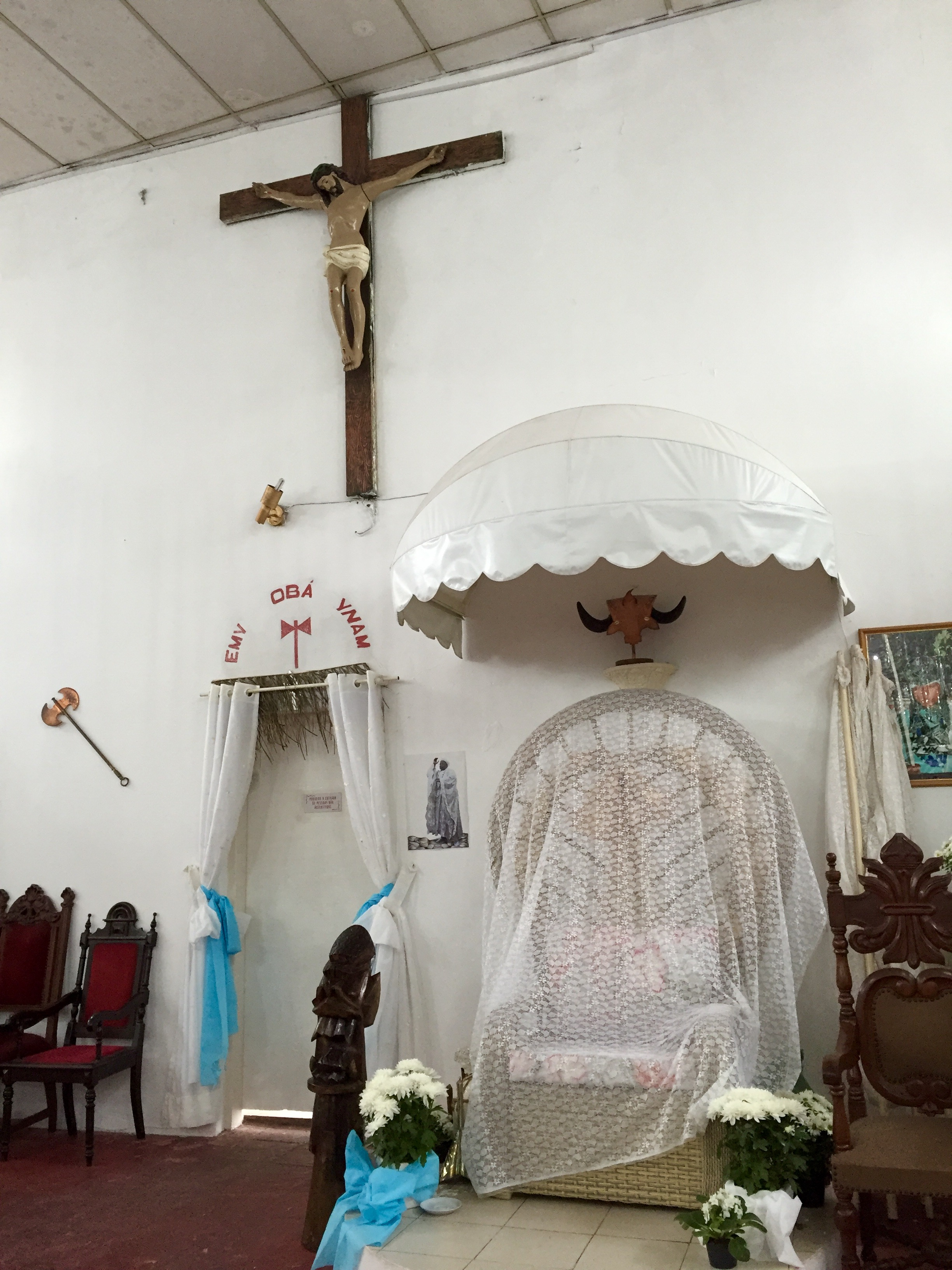
Abaixo, o trono de Mãe Paula de Iansã e a porta que dá acesso à parte externa do terreiro. Acima, o crucifixo.

Ao lado dos tronos, duas portas. Uma delas dá acesso a uma pequena sala de Mãe Paula de Iansã, na qual ela recebe os visitantes e joga búzios. A outra porta dá acesso à parte externa do terreno, que é onde ficam os assentamentos de orixás, as instalações necessárias à infraestrutura da casa, como cozinha das comidas de Santo, e casas para moradia, além de um jardim, com plantas e árvores com simbologias próprias.

## Significado cultural
O Axé Ilê Obá é um dos maiores representantes da tradição religiosa de raiz negra em São Paulo. Tornou-se referência pela tradição e manutenção do culto, de origem africana e, atualmente, serve de exemplo para diversos terreiros, recebendo visitantes e praticantes de todo o país. Por seu valor histórico e antropológico na formação da identidade cultural brasileira e pela preservação das tradições ligadas à Orixalidade, foi tombado pelo CONDEPHAAT no ano de 1990.

### O tombamento
A prática de tombamentos de terreiros de candomblé, como patrimônio cultural, começou na Bahia como uma maneira de proteger a cultura de raiz negra. Em 1987, um ano após o tombamento do primeiro terreiro no Brasil, a Casa Branca do Engenho Velho, o Axé Ilê Obá corria o risco de ser vendido, já que os irmãos de Sylvia de Oxalá, que também eram herdeiros, não aceitaram abrir mão do terreno. Então, com o intuito de proteger o espaço, Mãe Sylvia teve a ideia de garantir a segurança do Axé Ilê Obá através do tombamento. Orientada pelas mães de santo das casas da Bahia, enviou os dados ao CONDEPHAAT no dia 4 de novembro de 1987. Seis dias depois, o presidente do órgão na época, Paulo de Melo Bastos, determinou a abertura do procedimento e o encaminhou à historiadora Marly Rodrigues.
Nesse meio tempo em que aguardava a resposta, Mãe Sylvia solicitou a ajuda de acadêmicos, políticos, empresários e da comunidade local para ter êxito em sua tentativa. A iniciativa deu certo, pois no dia 10 de março de 1988 foi anexado um pedido de agilização no procedimento, assinado pelo deputado estadual Jairo de Mattos. Em 26 de abril de 1988 foi determinada a abertura do processo. No relatório da historiadora Marly Rodrigues, que aprovava o tombamento, ela solicitou rapidez no processo de tombamento, em razão do trâmite burocrático no interior do órgão e do risco do bem ser objeto de partilha.
Sendo assim, em 9 de maio de 1988, o processo foi encaminhado para Bernardo José Castelo Branco, arquiteto que se manifestou positivamente ao tombamento. Dentro do CONDEPHAAT, que tinha como novo presidente o Prof. Edgar de Assis Carvalho, dois termos dividiam a opinião: Primeiramente, em relação à partilha dos bens do espaço e em segundo lugar, sobre se o que deveria ser tombado era o espaço físico do Axé Ilê Obá ou o culto em si. Após uma reunião com os membros do conselho do CONDEPHAAT, que estava dividido, Mãe Sylvia de Oxalá finalmente conseguiu convencê-los e alcançou seu objetivo.
O pedido de tombamento, porém, ocasionou inúmeras críticas e opiniões controversas por parte de alguns especialistas, que consideravam o terreiro como um "candomblé paulista" e, por isso, não possuía tradição. Por outro lado, pesquisadores como a antropóloga Rita Amaral, autora de um texto argumentativo sobre o assunto, defendiam que, bem como outras religiões de origem africana, o candomblé também integra a cultura brasileira, não importando a localização do terreiro.
Por maioria dos votos do Colegiado do CONDEPHAAT, em 23 de abril de 1990, o tombamento do Axé Ilê Obá foi aprovado e, em 16 de agosto de 1990, foi publicado no Diário Oficial do Estado de São Paulo a nota oficial da resolução do processo.

Os motivos principais listados no Diário Oficial do Estado para o tombamento do terreiro foram: que o Axé representava uma das vertentes da tradição religiosa de raiz negra em São Paulo, a importância das religiões de origem negra na formação da identidade cultural brasileira e o aprimoramento e manutenção dos cultos da religião. Assim, com o engajamento de diversas alianças, conquistadas por Sylvia, e de toda a comunidade do terreiro, o tombamento do Axé Ilê Obá foi fundamental para garantir sua sobrevivência.

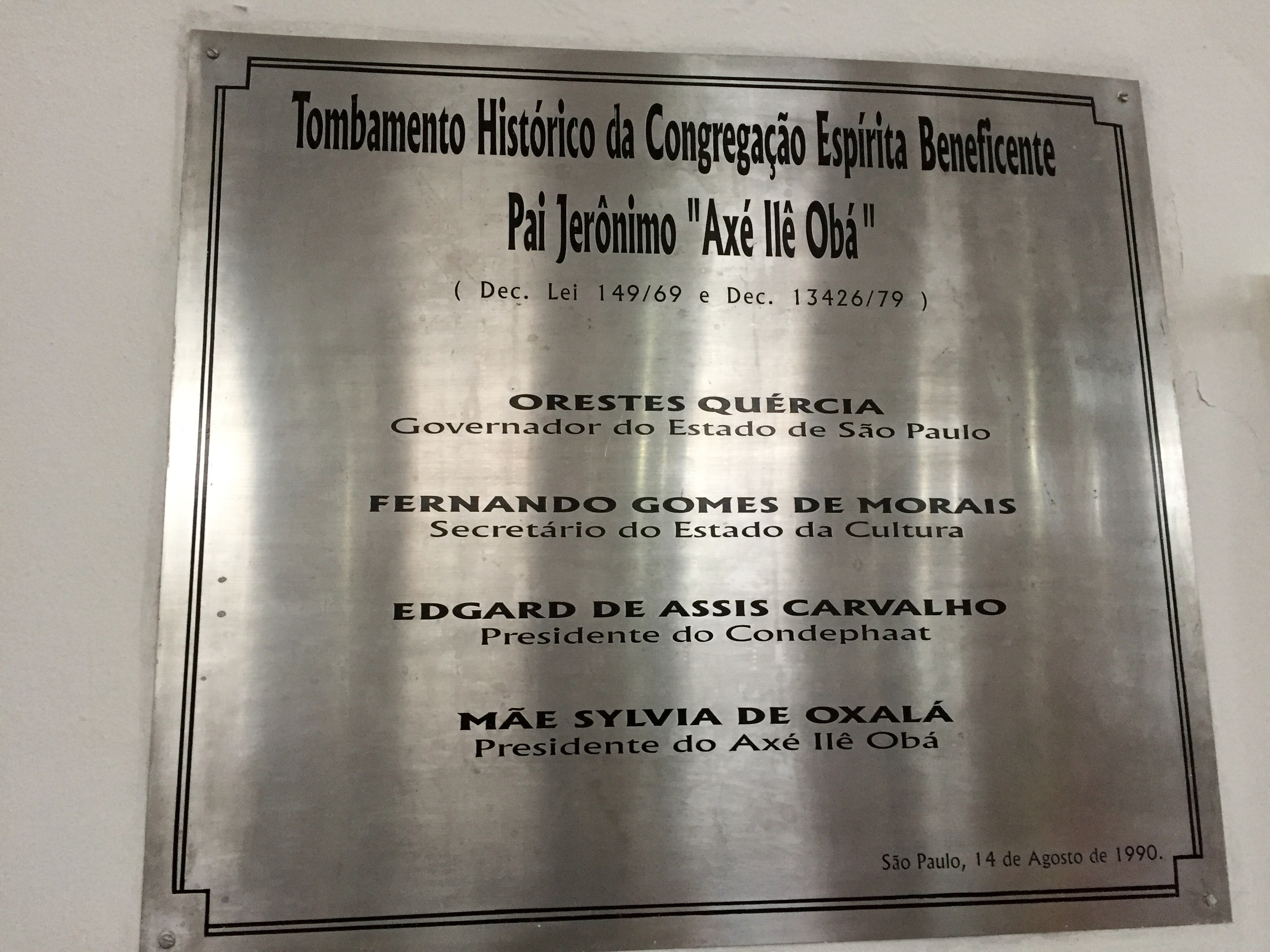
Placa do tombamento, pendurada na sede do Axé Ilê Obá

Na sede do Axé Ilê Obá, uma placa datada de 14 de agosto de 1990, com os dizeres "Tombamento Histórico da Congregação Espírita Beneficente Pai Jerônimo 'Axé Ilê Obá'", e com o reconhecimento de Orestes Quércia (Governador do Estado de São Paulo em 1990), Fernando Gomes de Morais (Secretário do Estado da Cultura em 1990), Edgard de Assis Carvalho (Presidente do CONDEPHAAT em 1990) e de Mãe Sylvia de Oxalá, celebra o fato.

## Estado atual
O prédio do Axé Ilê Obá tem a mesma função desde quando foi inaugurado na Rua Azor Silva. Atualmente, está bem conservado e abriga festas e cultos com frequência, comandados por Mãe Paula de Iansã. É aberto para os visitantes nestes dias, os quais comparecem sempre de roupas brancas. Além disso, algumas famílias residem nas moradias da parte externa. A arquitetura do prédio pouco mudou desde sua inauguração. O espaço faz parte da cultura do bairro Jabaquara e, em várias ruas da região, é possível encontrar placas indicando para o terreiro de candomblé.

## Galeria

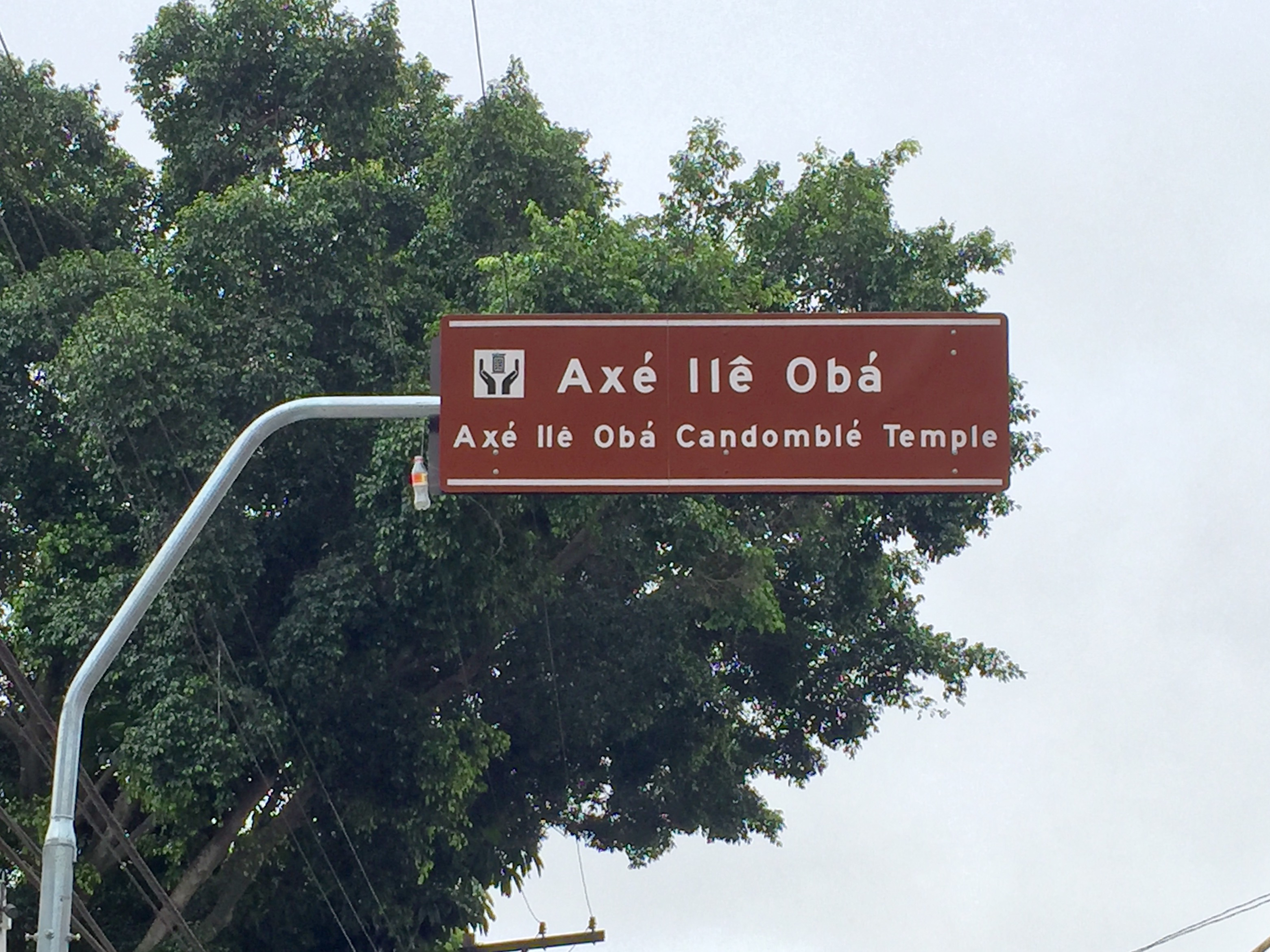
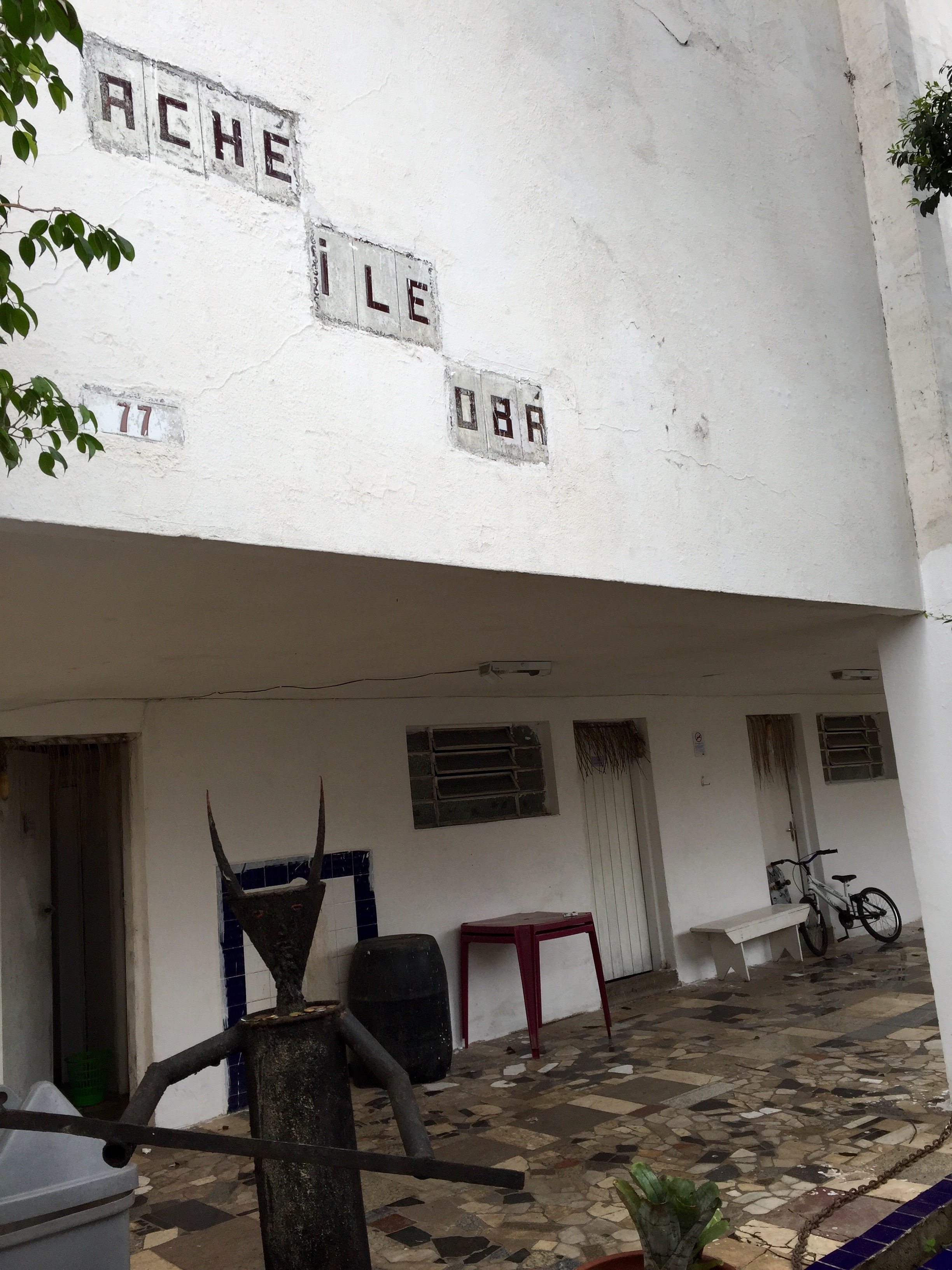
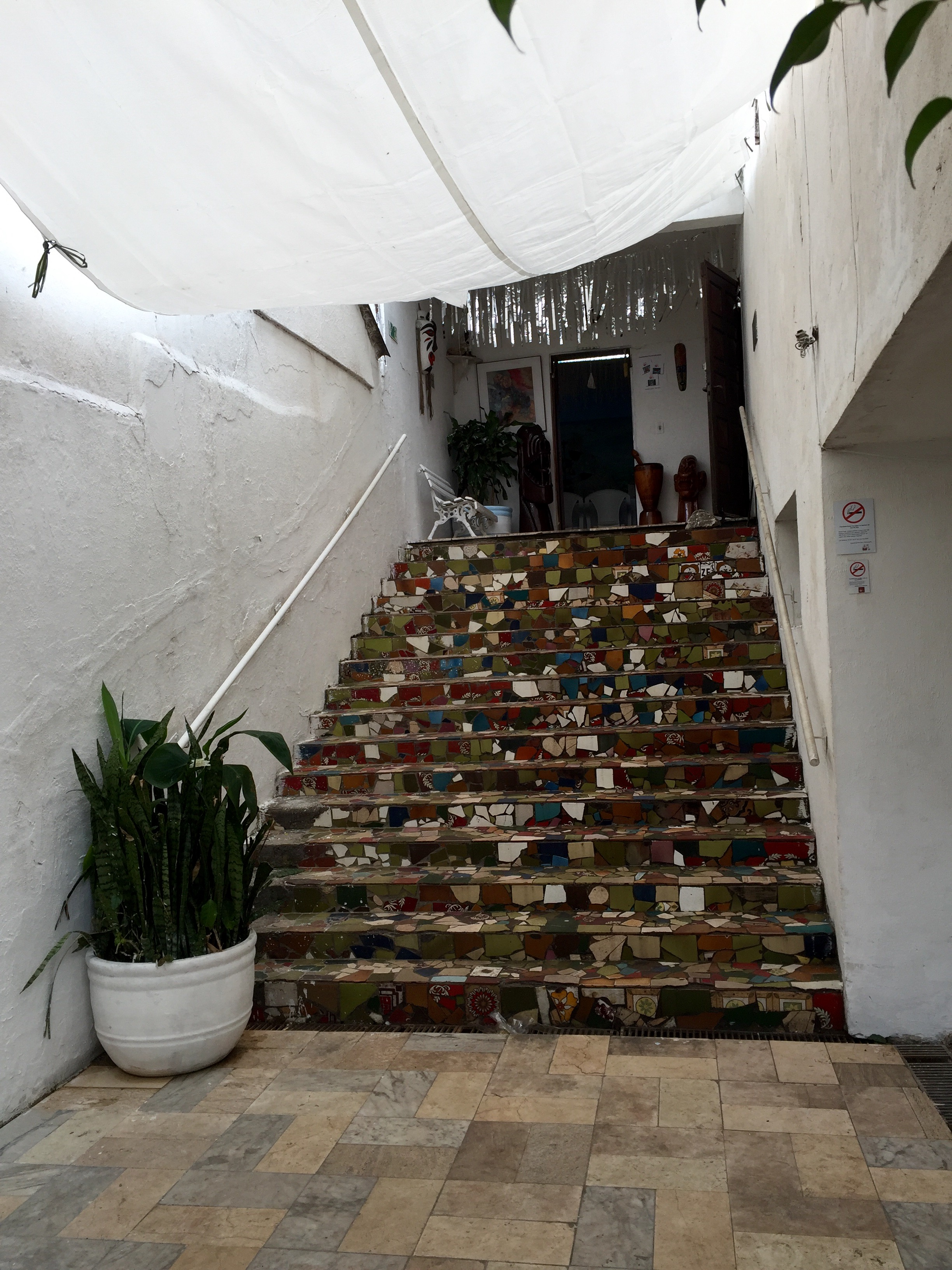
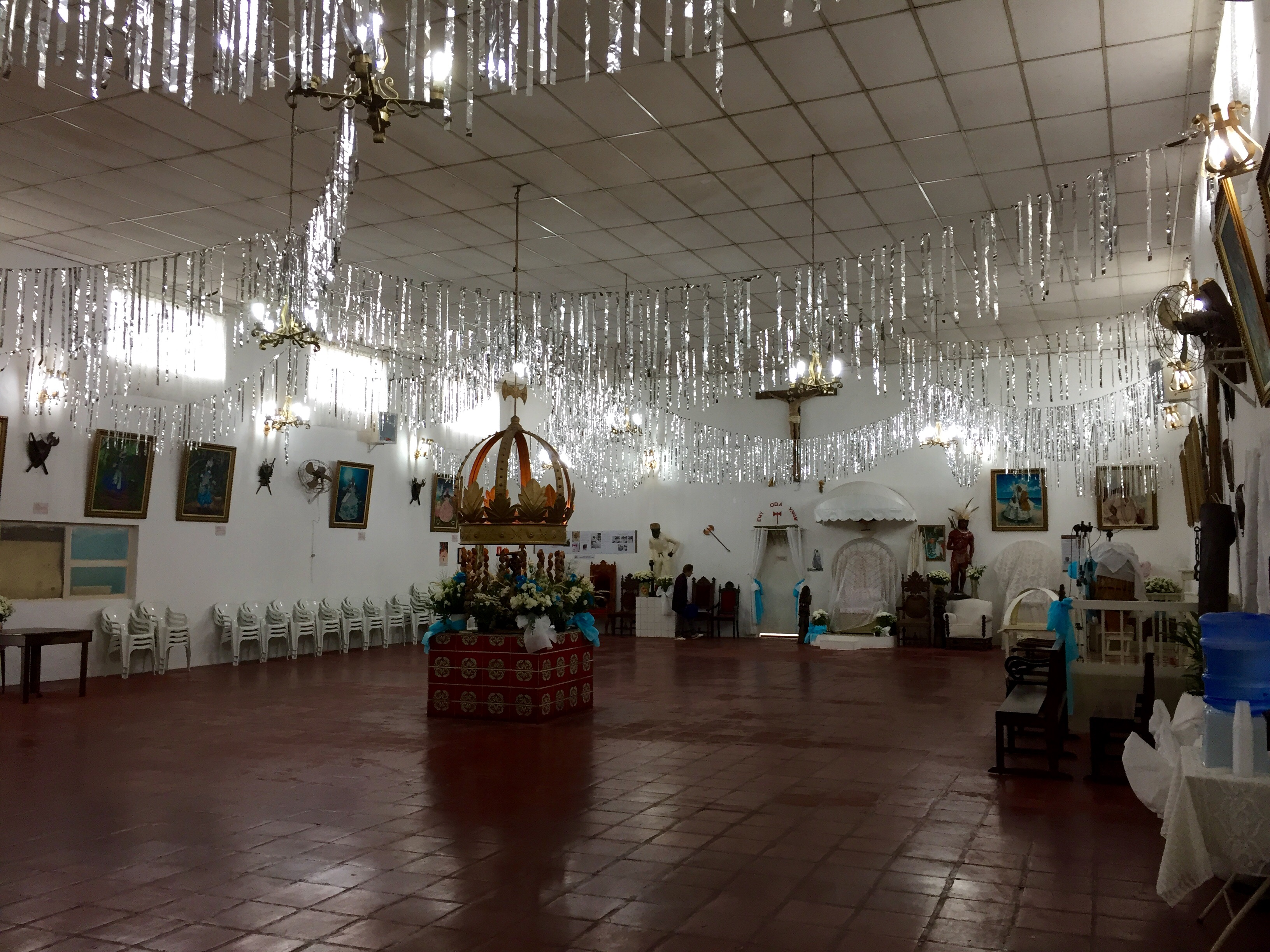
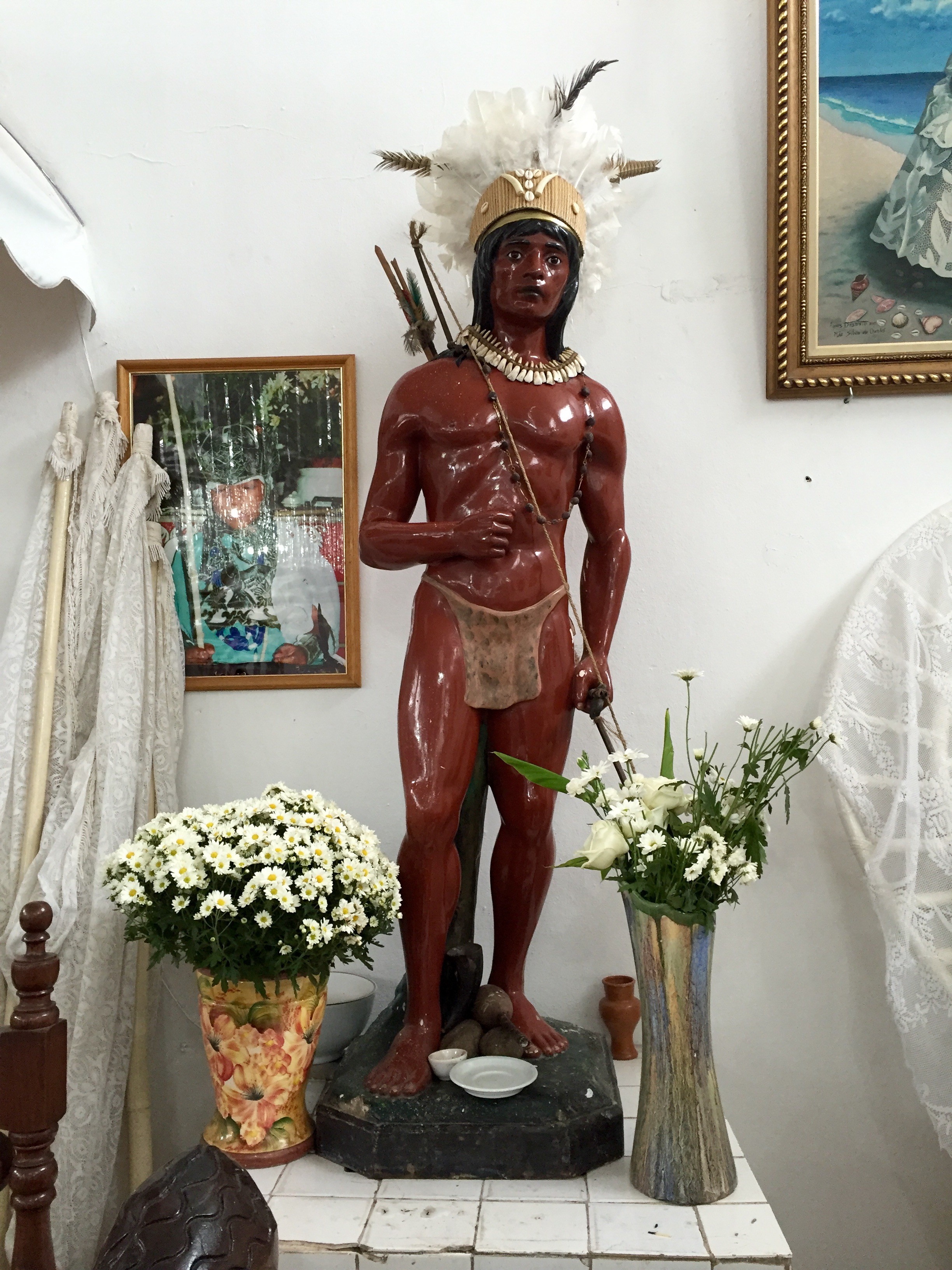
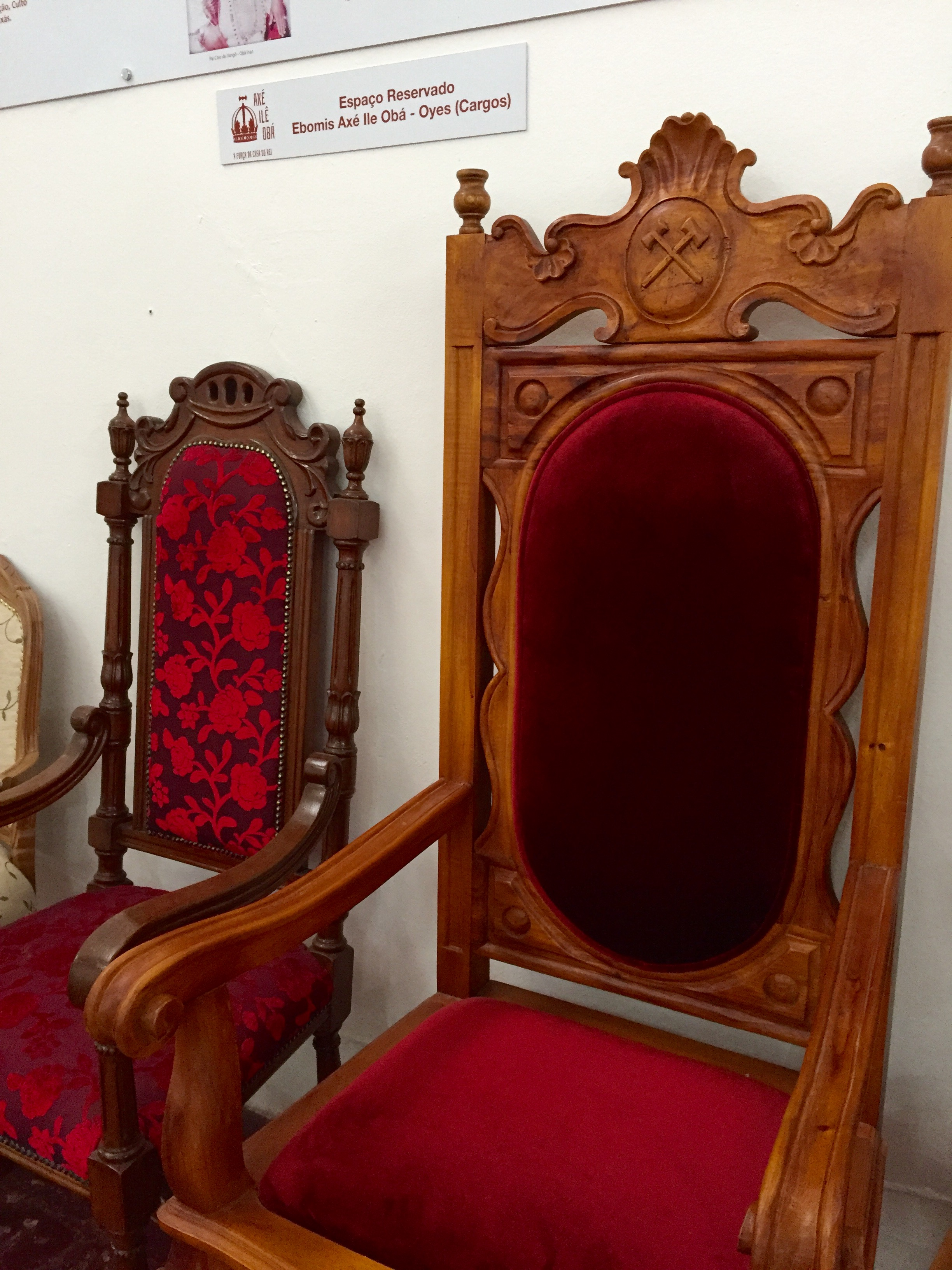